# Acheville
 Acheville  es una población y comuna francesa, en la región de Norte-Paso de Calais, departamento de Paso de Calais, en el distrito de Arras y cantón de Vimy.

## Demografía
| 198 | 177 | 207 | 224 | 287 | 296 | 268 | 235 | 247 | 273 | 296 | 304 | 300 | 312 | 300 | 300 | 344 | 348 | 369 | 408 | 242 | 282 | 273 | 295 | 289 | 274 | 275 | 290 | 313 | 399 | 438 | 457 | 588 |
| Para los censos de 1962 a 1999 la población legal corresponde a la población sin duplicidades (Fuente: INSEE [Consultar]) |     |     |     |     |     |     |     |     |     |     |     |     |     |     |     |     |     |     |     |     |     |     |     |     |     |     |     |     |     |     |     |     |